# Saint-Amant-de-Bonnieure
Saint-Amant-de-Bonnieure – miejscowość i dawna gmina we Francji, w regionie Nowa Akwitania, w departamencie Charente. W 2013 roku populacja ówczesnej gminy wynosiła 355 mieszkańców. 
W dniu 1 stycznia 2018 roku z połączenia trzech ówczesnych gmin – Saint-Angeau, Sainte-Colombe oraz Saint-Amant-de-Bonnieure – utworzono nową gminę Val-de-Bonnieure. Siedzibą gminy została miejscowość Saint-Angeau.